# Rok nebezpečného života
Rok nebezpečného života (v originále The Year of Living Dangerously) je romantické drama z roku 1982, které režíroval Peter Weir a na scénáři se podíleli Weir a David Williamson. Film byl adaptací románu Christophera Kocha The Year of Living Dangerously z roku 1978. Příběh vypráví o milostném románku odehrávajícím se v Indonésii v době svržení prezidenta Sukarna. Sleduje skupinu zahraničních korespondentů v Jakartě během týdnů, které předcházely pokusu o převrat Hnutí 30. září v roce 1965. Film je považován za jeden z posledních v žánru australské nové vlny.
V hlavních rolích se představí Mel Gibson jako australský novinář Guy Hamilton a Sigourney Weaverová jako pracovnice britského velvyslanectví Jill Bryantová. Dále v něm hraje Linda Huntová jako dwarf Billy Kwan, Hamiltonův kontakt s místním fotografem; za tuto roli získala Huntová v roce 1983 Oscara za nejlepší ženský herecký výkon ve vedlejší roli. Film se natáčel jak v Austrálii, tak na Filipínách a objevili se v něm i australští herci: Bill Kerr jako plukovník Henderson a Noel Ferrier jako Wally O'Sullivan.
V Indonésii bylo jeho promítání zakázáno až do roku 2000, po vynucené rezignaci vůdce státního převratu a politického nástupce Suharta v roce 1998. Anglický název filmu (The Year of Living Dangerously) je citát, který odkazuje na slavnou italskou frázi používanou Sukarnem: vivere pericolosamente, což znamená „žít nebezpečně“. Sukarno tuto větu použil pro název svého projevu ke Dni nezávislosti Indonésie v roce 1964.

## Děj
Mladý australský novinář Guy Hamilton přijíždí do Jakarty, kde je zpočátku neúspěšný, dokud mu nezačne pomáhat inteligentní a morálně zásadový fotograf Billy Kwan. Billy se také stará o chudé místní obyvatele a seznámí Guye s britskou diplomatkou Jill, do které se Guy zamiluje. Jill mu předá důležité informace o plánovaném ozbrojeném převratu komunistické strany PKI, ale Guy je použije pro svůj článek, čímž ohrozí její bezpečnost. Jill i Billy s ním proto přeruší kontakt.
Když zemře chlapec, o kterého se Billy staral, a Sukarnova vláda selhává, Billy protestuje a je zabit bezpečnostními složkami. Guy se pokusí informovat o armádním převratu, ale je zraněn. Po Billyho smrti a vlastním zranění si Guy uvědomí hodnotu lidskosti nad kariérou. Navzdory riziku se dostává na letiště a v poslední chvíli opouští Indonésii, kde se znovu setkává s Jill.

## Obsazení
- Mel Gibson jako Guy Hamilton
- Sigourney Weaverová jako Jill Bryantová
- Bill Kerr jako plukovník Henderson
- Michael Murphy jako Pete Curtis
- Linda Hunt jako Billy Kwan
- Noel Ferrier jako Wally O'Sullivan
- Bembol Roco jako Kumar
- Paul Sonkkila jako Kevin Condon
- Ali Nur jako Ali
- Mike Emperio jako Sukarno
- Domingo Landicho jako Hartono
- Kuh Ledesma jako Tiger Lily
- Cecily Polson jako Moira